# Fab Melo
Fab Melo (Juiz de Fora, 1990. június 20. – Brazíliaváros, 2017. február 11.) brazil kosárlabdázó.

## Pályafutása
2012 és 2014 között szerepelt az NBA-ben a Boston Celtics (2012–13), a Maine Red Claws (2012–13) és a Texas Legends (2014) csapatában.
2015–16-ban a Liga Sorocabana, 2016–17-ben a Brasília játékosa volt.
2017 február 11-én 26 évesen szívrohamban hunyt el.